# Da Vinci (norvég együttes)
A Da Vinci egy norvég rockzenekar Oslóból. Első koncertjüket 1987-ben adták, a Polygram Records szerződtette őket. Két lemezük jelent meg, melyek 20 000 illetve 10 000 példányban keltek el.

## Tagok
- Lars Aass - ének
- Bjørn Boge - basszus
- Jarle Meløy - dob
- Dag Selboskar - billentyűsök
- Gunnar Westlie - gitár

## Lemezeik
- Da Vinci (1987)
- Back In Business (1989)